# Gazi Husrev-beg
Gazi Husrev-beg (osmansko turško غازى خسرو بك‎, Gāzī Ḫusrev Beğ, sodobno turško  Gazi Hüsrev Bey) je bil v letih 1521–1525, 1526–1534 in 1536–1541  osmanski sandžak-beg (guverner) Bosne, * 1480, Serez, Osmansko cesarstvo, † 1541, Drobnjaci, Črna gora.
Znan je po svojem velikem prispevku k razvoju sarajevskega mestnega dela in gradnji številnih pomembnih zgradb, kot sta Husrev-begova džamija in medresa Kuršumlija.

## Življenje

### Poreklo
Rojen je bil v Serezu, Grčija. Oče Ferhad je bil Bošnjak, mati pa Turkinja Selčuk Hatun, hčerka sultana Bajazida II., se pravi, da je bil Bajazidov vnuk.

### Kariera
Husrev-beg je v manj kot treh letih osvojil trdnjave Knin, Skradin in Ostrovica. 15. septembra 1521 je bil imenovan za sandžak-bega Bosanskega sandžaka in postal eden od najbolj zaupnih mož sultana Sulejmana I.
Kmalu je sledila osvojitev utrjenih mest Greben, Sokol, Jezero, Vinac, Vrbaski Grad, Livac, Kamatin, Bocac, Udbina, Vrana, Modruš in Požega.
Gazi Husrev-beg je igral pomembno vlogo v osmanski zmagi  bitki pri Mohaču avgusta 1526. Njegovih 10.000 akindžij in konjenica, sestavljena iz Turkov, Bošnjakov in Krimskih Tatarov je bila v bitki v rezervi. Po osmanski vojaški strategiji so akindžije krožili okoli evropskih vitezov, medtem ko je turška pehota po prvem napadu izvedla lažni umik. 

## Smrt
Gazi Husrev-begova vojska je po smrti osmanskega zaveznika, islamiziranega črnogorskega Skender-bega Crnojevića, leta 1528 zapolnila politično praznino in med črnogorsko vstajo pod pretvezo, da namerava zaščititi lokalno prebivalstvo, napadla Črno goro. Po več bitkah za vzpostavitev reda v regiji je bil Gazi Husrev-beg v bitki s krščanskimi uporniki v majhni vasi Drobnjaci ubit. Legenda pravi, da je bil velik človek. Ker ga njegovi vojaki niso mogli odnesti z bojišča, so njegovo drobovje pokopali na majhnem hribu Hodžina glavica. Legenda pravi tudi to, da je po tem dobila ime vas Drobnjaci (čeprav se je tako imenovala že pred tem). Njegovo telo so pokopali v grobnici (turbe) na dvorišču njegove sarajevske džamije.

## Vira
- Husrev Beg. Enciklopedija Jugoslavije. Hazim Sabanovič, Zagreb. 1960.
- Dino Mujadžević. The other Ottoman Serhat in Europe: Ottoman territorial expansion in Bosnia and Croatia in first half of 16th century. GAMER, I, 1 (2012), str. 99-111.

| Gazi Husrev-beg                      |                                            |                           |
| Vladarski nazivi                     |                                            |                           |
| Predhodnik: Gazi Bali-beg Jahjapašić | Sandžak-beg Bosne 15 september 1521 — 1525 | Naslednik: Gazi Hasan-beg |
| Predhodnik: Gazi Hasan-beg           | Sandžak-beg Bosne 1526–1534                | Naslednik: Ulema-paša     |
| Predhodnik: Ulema-paša               | Sandžak-beg Bosne 1536–1541                | Naslednik: Ulema-paša     |